# Попов, Дмитрий Михайлович
Дми́трий Миха́йлович Попо́в (13 [26] октября 1900, Беляево, Тамбовская губерния — 7 января 1952, Москва) — советский партийный деятель, первый секретарь Смоленского обкома и горкома ВКП(б) (1940—1948), один из руководителей партизанского движения в годы Великой Отечественной войны на Смоленщине.

## Биография
Родился 13 (25) октября 1900 года в селе Беляево (ныне — в Усманском районе Липецкой области) в семье крестьянина-бедняка. С 14-летнего возраста начал трудовую деятельность.
В 1919−1922 гг. служил в Красной Армии; в Гражданскую войну принимал участие в боях с белогвардейцами за Новороссийск. Член ВКП(б) с 1921 года. После демобилизации из армии в декабре 1923 года — председатель Беляевского сельсовета; позднее — заместитель председателя исполкома Поддубровского, а затем Усманского волостного Совета (Тамбовская губерния).
С октября 1926 до сентября 1927 года — секретарь Усманского волостного комитета ВКП(б). С 1927 до 1930 года учился в Ленинградском комвузе имени Сталина, по окончании которого работал в Острогожске в пропагандистской группе ЦК ВКП(б) по Центрально-Чернозёмной области, а с сентября 1930 года — заведующим отделения и преподавателем Коммунистического университета им. Ленина в Свердловске.
- 1933—1936 гг. — слушатель Аграрного института красной профессуры[2].

- 1936—1939 гг. — преподаватель политической экономии в Высшей школе пропагандистов при ЦК ВКП(б)
- 1939 — секретарь Краснодарского крайкома ВКП(б) по пропаганде
- с декабря 1939 до сентября 1940 года — второй секретарь Смоленского обкома и горкома ВКП(б)
- с 8 сентября 1940 до 11 декабря 1948 года — первый секретарь Смоленского обкома и горкома ВКП(б)

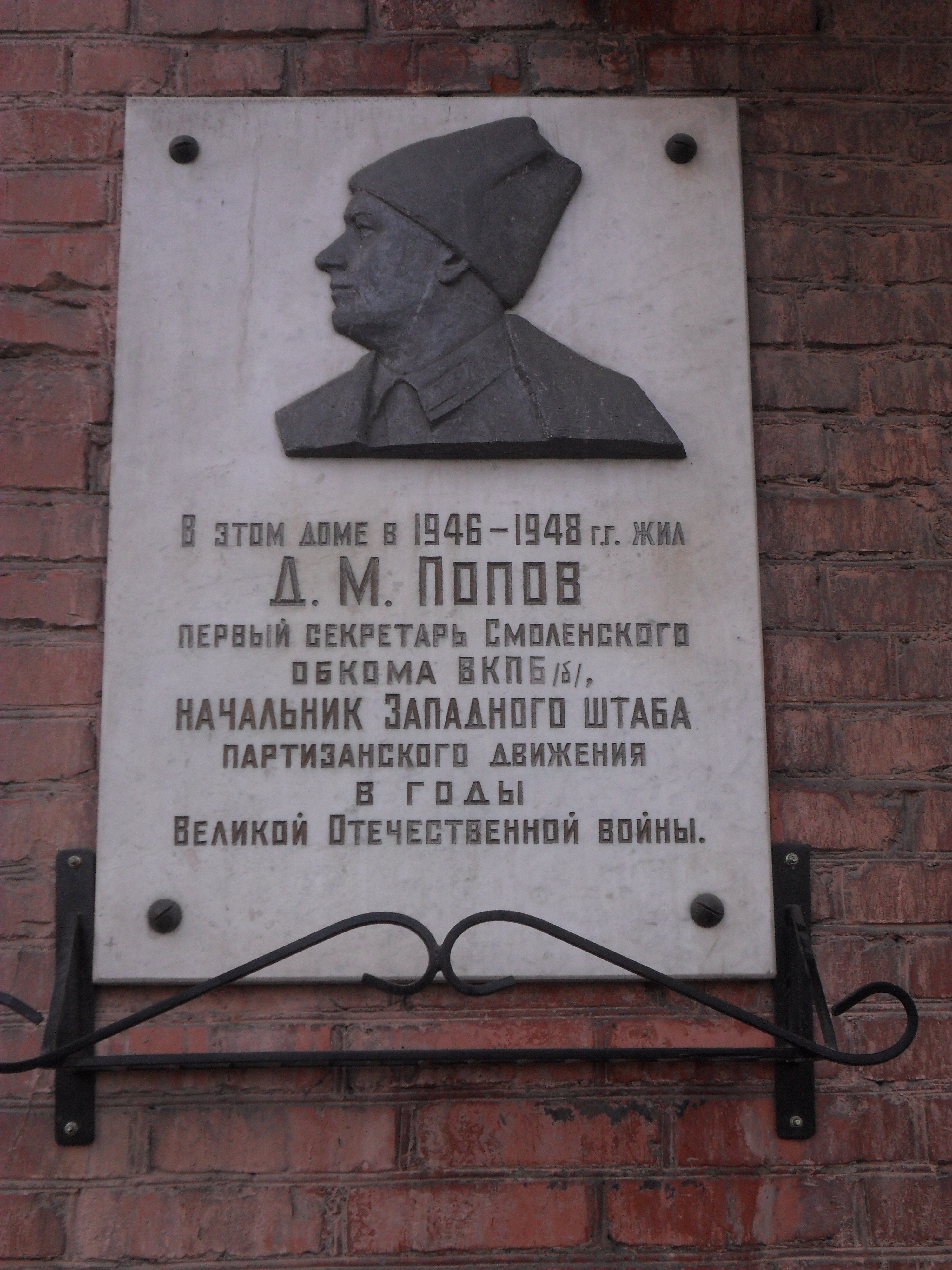
Мемориальная доска Попову на улице Тенишевой в Смоленске.

Во время Великой Отечественной войны с июля 1941 года являлся членом Военного совета Западного фронта. С августа 1942 по сентябрь 1943 года − начальник Западного, затем Смоленского штаба партизанского движения, которое развивалось под непосредственным руководством двух окружкомов, Смоленского горкома и 17 райкомов партии, действовавших в тылу врага.
12 марта 1943 года назначен председателем Смоленской областной чрезвычайной комиссии по установлению и расследованию злодеяний немецко-фашистских захватчиков и их сообщников. При Д. М. Попове произошло разукрупнение Смоленской области: в 1944 г. были переданы 13 районов во вновь образованную Калужскую область, а 3 района — в Великолукскую область.
- 1948—1949 гг. был слушателем курсов переподготовки партийных и советских работников при ЦК ВКП(б);
- с 9 августа 1949 года − заместитель заведующего Отделом пропаганды и агитации ЦК ВКП(б)

Депутат Верховного Совета СССР 2-го и 3-го созывов.
Умер 7 января 1952 года в Москве после тяжёлой продолжительной болезни. Похоронен на Новодевичьем кладбище (3 участок 62 ряд).

## Награды
- Орден Ленина
- Орден Отечественной войны 1-й степени
- медали